# Attitude (Zeitschrift)
Attitude ist eine britische Zeitschrift, die nach Angaben des Londoner Verlags Vitality Publishing 225.000 Leser bei einer Auflage von 75.000 Exemplaren hat.
Die erste Ausgabe der Zeitschrift erfolgte im Mai 1994. Das Magazin erscheint monatlich. Herausgeber der Zeitschrift ist das britische Unternehmen Trojan Publishing. Das Magazin wurde 2008 vom britischen Unternehmen Giant Clipper and Attitude Publications an Trojan Publishing veräußert. Matthew Todd ist Hauptredakteur des Magazins. Zuvor leitete der Journalist Adam Mattera das Magazin hauptverantwortlich. Das Magazin berichtet über Lifestyle-Themen homosexueller Männer. In Interviews im Magazin werden britische Politiker und Personen des öffentlichen Lebens zu den Rechten homosexueller Menschen befragt.